# ونس

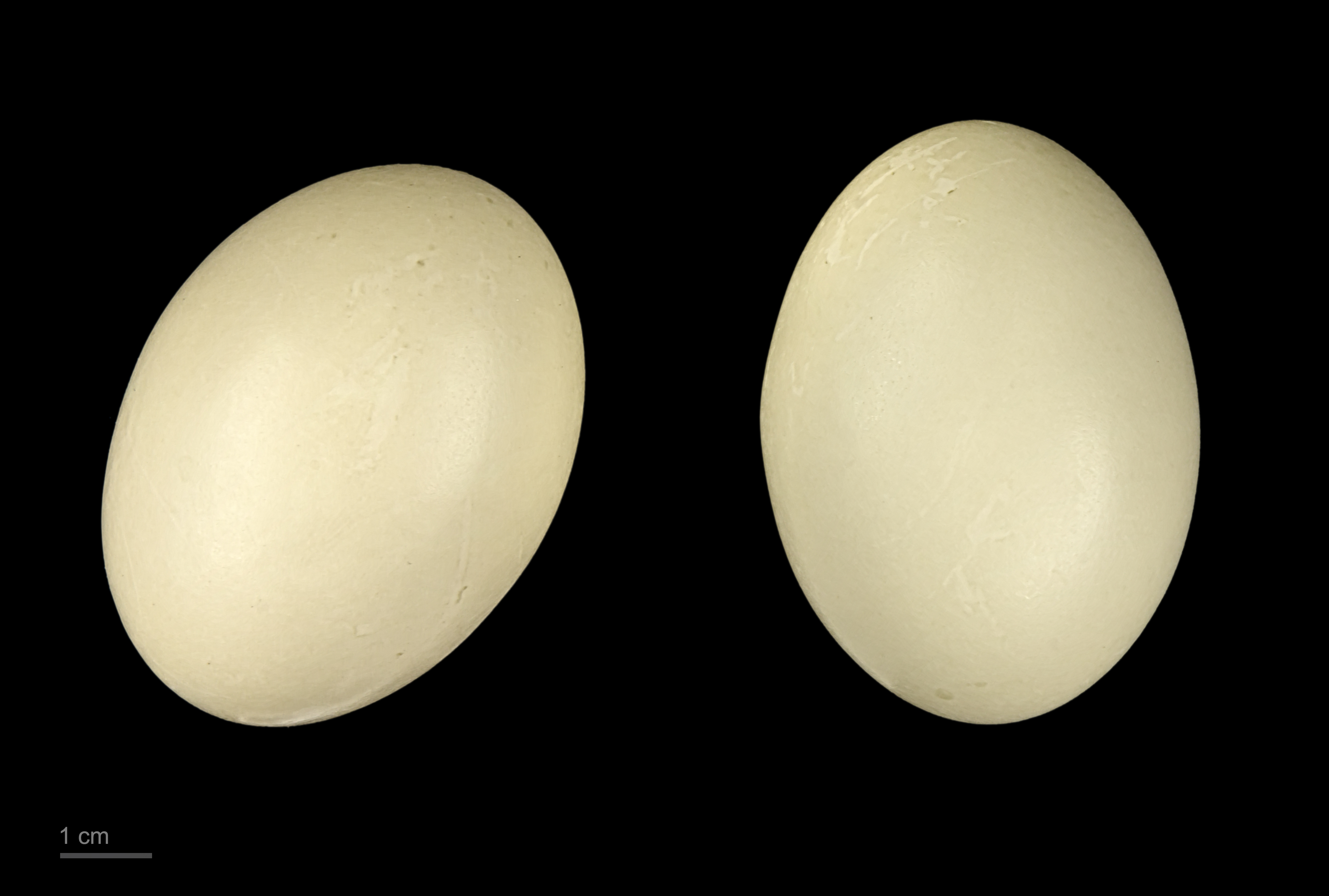
Netta rufina

ونس أو بط رئاسي (الاسم العلمي: Netta  rufina) (بالإنجليزية: Redcrested  Pochard)‏ هو طائر ينتمي إلى إوزيات (فصيلة: Anatidae).